# Cruciata glabra
Cruciata glabra é uma espécie de planta com flor pertencente à família Rubiaceae. 
A autoridade científica da espécie é (L.) Ehrend., tendo sido publicada em Notes Roy. Bot. Gard. Edinburgh 22(4): 393. 1958.

## Portugal
Trata-se de uma espécie presente no território português, nomeadamente os seguintes táxones infraespecíficos:
- Cruciata glabra subsp. hirticaulis - presente em Portugal Continental. Em termos de naturalidade é nativa da região atrás referida. Não se encontra protegida por legislação portuguesa ou da Comunidade Europeia.